# Six Jours de Saint-Louis
Les Six Jours de Saint-Louis sont une course cycliste de six jours disputée à Saint-Louis (Missouri), aux États-Unis. Quatre éditions ont lieu en 1913, 1933, 1935 et 1937.

## Palmarès
| Année   | Vainqueur                           | Deuxième                             | Troisième                        |
| ------- | ----------------------------------- | ------------------------------------ | -------------------------------- |
| 1913    | Willy Coburn Floyd Krebs            | George Cameron Bill Loftes           | Ray Dieffenbacher Walter De Mara |
| 1914-32 | Non-disputée                        |                                      |                                  |
| 1933    | Henri Lepage William "Torchy" Peden | Tony Shaller Charly Winter           | Otto Petri Freddy Zach           |
| 1934    | Non-disputée                        |                                      |                                  |
| 1935    | Hans Carpus Charly Winter           | Tony Shaller Robert Walthour jr.     | Harold Nauwens Jackie Sheehan    |
| 1936    | Non-disputée                        |                                      |                                  |
| 1937    | Gustav Kilian Heinz Vöpel           | Henri "Cocky" O'Brien Jackie Sheehan | Fred Ottevaire Charly Winter     |